# Чофринджень (комуна)
Чофринджень, Чофринджені (рум. Ciofrângeni) — комуна у повіті Арджеш в Румунії. До складу комуни входять такі села (дані про населення за 2002 рік):
- Бурлуші (363 особи)
- Лакуріле (707 осіб)
- П'ятра (192 особи)
- Скіту-Матей (201 особа)
- Чофринджень (1199 осіб)

Комуна розташована на відстані 143 км на північний захід від Бухареста, 37 км на північний захід від Пітешть, 104 км на північний схід від Крайови, 102 км на південний захід від Брашова.

## Населення
За даними перепису населення 2002 року у комуні проживали 2662 особи.
Національний склад населення комуни:
| Національність | Кількість осіб | Відсоток |
| -------------- | -------------- | -------- |
| румуни         | 2656           | 99,8%    |
| цигани         | 5              | 0,2%     |
| угорці         | 1              | < 0,1%   |

Рідною мовою назвали:
| Мова      | Кількість осіб | Відсоток |
| --------- | -------------- | -------- |
| румунська | 2661           | > 99,9%  |
| угорська  | 1              | < 0,1%   |

Склад населення комуни за віросповіданням:
| Релігія     | Кількість осіб | Відсоток |
| ----------- | -------------- | -------- |
| православні | 2637           | 99,1%    |
| адвентисти  | 14             | 0,5%     |
| реформати   | 5              | 0,2%     |
| лютерани    | 5              | 0,2%     |